# Ченгето от Бевърли Хилс: Аксел Фоули
„Ченгето от Бевърли Хилс: Аксел Фоули“ (на английски: Beverly Hills Cop: Axel F) е американска екшън комедия от 2024 г. на режисьора Марк Молой по сценарий на Уил Бийл, Том Гормикан и Кевин Етън. Това е четвъртият филм от поредицата „Ченгето от Бевърли Хилс“ и продължение на „Ченгето от Бевърли Хилс III“ (1994). Главните роли се изпълняват от Еди Мърфи, Джоузеф Гордън-Левит, Тейлър Пейдж, Джъдж Райнхолд, Джон Ащън, Пол Райзър, Бронсън Пинчът и Кевин Бейкън.
Филмът излиза премиерно в стрийминг платформата „Нетфликс“ на 3 юли 2024 г.

## Продукция
Снимките започват на 29 август 2022 г. в Сан Бернардино, Калифорния. Допълнителни сцените биват заснети в Детройт в края на ноември и началото на декември същата година, но без участието на Мърфи. На 3 декември е заснет мач от Националната хокейна лига между Детройт Ред Уингс и Вегас Голдън Найтс, който е включен в началото на филма. За съблекалнята на отбора обаче е използван декор.